# Mingjiu Miaozu Zhen
Mingjiu Miaozu Zhen (kinesiska: 鸣鹫, 鸣鹫苗族镇) är en köping i Kina. Den ligger i provinsen Yunnan, i den sydvästra delen av landet, omkring 200 kilometer sydost om provinshuvudstaden Kunming.
Genomsnittlig årsnederbörd är 1 464 millimeter. Den regnigaste månaden är juli, med i genomsnitt 310 mm nederbörd, och den torraste är februari, med 20 mm nederbörd.